# Noordzeecross
Il Noordzeecross, noto anche come Superprestige Middelkerke, è una corsa in linea maschile e femminile di ciclocross che si svolge ogni anno a febbraio a Middelkerke, in Belgio. Corso per la prima volta nel 1959, dal 2011 fa parte del calendario del Superprestige.
Fino al 2004 si svolgeva a ottobre, e dal 2005 al 2009 a dicembre; dalla stagione 2010-2011 si corre invece a febbraio. Nel 2022 non si è svolto per lasciare spazio ai campionati belgi di ciclocross, organizzati proprio a Middelkerke.

## Albo d'oro

### Uomini Elite
Aggiornato all'edizione 2021.
| Anno    | Vincitore              | Secondo                | Terzo                  |
| ------- | ---------------------- | ---------------------- | ---------------------- |
| 1959    | Firmin Van Kerrebroeck |                        |                        |
| 1959    | Roger De Clercq        | René De Rey            | Firmin Van Kerrebroeck |
| 1960    | Rolf Wolfshohl         | René De Rey            | Albert Van Damme       |
| 1961    | Rolf Wolfshohl         | Roger De Clercq        | Albert Van Damme       |
| 1962    | Pierre Kumps           |                        |                        |
| 1962    | Firmin Van Kerrebroeck | Albert Van Damme       | Jozef Matheussen       |
| 1963    | Charles Vanhoutte      | René De Rey            | Antoine Vanneste       |
| 1964    | Réne De Rey            | Charles Vanhoutte      | Bertrand Bettens       |
| 1965    | Roger De Clercq        | Daniël Van Damme       | René De Clercq         |
| 1966    | Eric De Vlaeminck      |                        |                        |
| 1967    | non disputato          |                        |                        |
| 1968    | Roger De Vlaeminck     | Robert Vermeire        | Charles Vanhoutte      |
| 1969    | Eric De Vlaeminck      |                        |                        |
| 1970    | Robert Vermeire        | René De Clercq         | Norbert Dedeckere      |
| 1971    | Eric De Vlaeminck      | Norbert Dedeckere      | Albert Van Damme       |
| 1972    | Norbert Dedeckere      |                        |                        |
| 1973    | Eric De Vlaeminck      | Norbert Dedeckere      | John Atkins            |
| 1974    | Norbert Dedeckere      | André Geirland         | Eric Desruelle         |
| 1975    | Eric De Vlaeminck      | Eric Desruelle         | André Geirland         |
| 1976    | Norbert Dedeckere      | André Geirland         | Eric Desruelle         |
| 1977    | Norbert Dedeckere      | Albert Van Damme       | Eric De Bruyne         |
| 1978    | Freddy De Schacht      |                        |                        |
| 1979    | André Geirland         | Freddy De Schacht      | Willy Vermaercke       |
| 1980    | Johan Ghyllebert       |                        |                        |
| 1981    | Freddy De Schacht      |                        |                        |
| 1982    | Paul De Brauwer        |                        |                        |
| 1983    | Yvan Messelis          | Johan Ghyllebert       | Marc Vandevivere       |
| 1984    | Yvan Messelis          | Johan Ghyllebert       | Robert Vermeire        |
| 1985    | Freddy De Schacht      |                        |                        |
| 1986    | Yvan Messelis          |                        |                        |
| 1987    | Norbert Dedeckere      |                        |                        |
| 1988    | Alex Moonen            | Guy Vandijck           | Filip Van Luchem       |
| 1989    | Wim Lambrechts         | Alex Moonen            | Rudi Thielemans        |
| 1990    | Kurt De Roose          |                        |                        |
| 1991    | Filip Van Luchem       |                        |                        |
| 1992    | Peter Van Den Abeele   |                        |                        |
| 1993    | Arne Daelmans          | Peter Willemsens       | Guy Vandijck           |
| 1994-95 | non disputato          |                        |                        |
| 1996    | Paul Herijgers         | Marc Janssens          | Kris Wouters           |
| 1997    | Paul Herijgers         | Danny De Bie           | Kurt De Roose          |
| 1998    | David Willemsens       | Peter Willemsens       | Paul Herijgers         |
| 1999    | Peter Willemsens       | Kris Wouters           | Kurt De Roose          |
| 2000    | Kurt De Roose          | Peter Willemsens       | Sven Raeymakers        |
| 2001    | Sven Vanthourenhout    | Davy Commeyne          | Klaas Vantornout       |
| 2002    | Sven Nys               | Tom Vannoppen          | Erwin Vervecken        |
| 2003    | Sven Nys               | Bart Wellens           | Ben Berden             |
| 2004    | Sven Vanthourenhout    | Davy Commeyne          | Peter Van Santvliet    |
| 2005    | Sven Vanthourenhout    | Gerben de Knegt        | Jonathan Page          |
| 2006    | Bart Wellens           | Jonathan Page          | Enrico Franzoi         |
| 2007    | Sven Nys               | Jonathan Page          | Gerben de Knegt        |
| 2008    | Sven Nys               | Thijs Al               | Enrico Franzoi         |
| 2009    | Sven Nys               | Tom Meeusen            | Klaas Vantornout       |
| 2011    | Klaas Vantornout       | Kevin Pauwels          | Bart Wellens           |
| 2012    | Zdeněk Štybar          | Sven Nys               | Tom Meeusen            |
| 2013    | Klaas Vantornout       | Niels Albert           | Tom Meeusen            |
| 2014    | Tom Meeusen            | Kevin Pauwels          | Sven Nys               |
| 2015    | Kevin Pauwels          | Mathieu van der Poel   | Wout Van Aert          |
| 2016    | Mathieu van der Poel   | Tom Meeusen            | Wout Van Aert          |
| 2017    | Mathieu van der Poel   | Wout Van Aert          | Laurens Sweeck         |
| 2018    | Mathieu van der Poel   | Tim Merlier            | Michael Vanthourenhout |
| 2019    | Mathieu van der Poel   | Michael Vanthourenhout | Toon Aerts             |
| 2020    | Laurens Sweeck         | Toon Aerts             | Eli Iserbyt            |
| 2021    | Laurens Sweeck         | Michael Vanthourenhout | Eli Iserbyt            |
| 2022    | non disputato          | non disputato          | non disputato          |

### Donne Elite
Aggiornato all'edizione 2021.
| Anno | Vincitrice                 | Seconda                    | Terza                   |
| ---- | -------------------------- | -------------------------- | ----------------------- |
| 2012 | Daphny van den Brand       | Nikki Harris               | Pavla Havlíková         |
| 2013 | Sanne Cant                 | Helen Wyman                | Ellen Van Loy           |
| 2014 | Helen Wyman                | Sanne Cant                 | Jolien Verschueren      |
| 2015 | Sanne Cant                 | Helen Wyman                | Femke Van Den Driessche |
| 2016 | Sanne Cant                 | Sophie De Boer             | Nikki Harris            |
| 2017 | Sanne Cant                 | Sophie De Boer             | Ellen Van Loy           |
| 2018 | Sanne Cant                 | Maud Kaptheijns            | Laura Verdonschot       |
| 2019 | Ceylin del Carmen Alvarado | Loes Sels                  | Sanne Cant              |
| 2020 | Ceylin del Carmen Alvarado | Denise Betsema             | Annemarie Worst         |
| 2021 | Denise Betsema             | Ceylin del Carmen Alvarado | Lucinda Brand           |
| 2022 | non disputato              | non disputato              | non disputato           |

### Uomini Under-23
Aggiornato all'edizione 2018.
| Anno | Vincitore              | Secondo                | Terzo             |
| ---- | ---------------------- | ---------------------- | ----------------- |
| 2011 | Jim Aernouts           | Lars van der Haar      | Vincent Baestaens |
| 2012 | Stan Godrie            | Lars van der Haar      | Arnaud Jouffroy   |
| 2013 | Michael Vanthourenhout | Wout Van Aert          | Wietse Bosmans    |
| 2014 | Wout Van Aert          | Michael Vanthourenhout | Toon Aerts        |
| 2015 | Laurens Sweeck         | Michael Vanthourenhout | Quinten Hermans   |
| 2016 | Eli Iserbyt            | Quinten Hermans        | Thijs Aerts       |
| 2017 | Joris Nieuwenhuis      | Quinten Hermans        | Nicolas Cleppe    |
| 2018 | Thomas Pidcock         | Eli Iserbyt            | Jens Dekker       |

### Uomini Juniors
Aggiornato all'edizione 2020.
| Anno | Vincitore                             | Secondo                               | Terzo                                 |
| ---- | ------------------------------------- | ------------------------------------- | ------------------------------------- |
| 2011 | Laurens Sweeck                        | Diether Sweeck                        | Jens Vandekinderen                    |
| 2012 | Mathieu van der Poel                  | Yorben Van Tichelt                    | Wout Van Aert                         |
| 2013 | Mathieu van der Poel                  | Yannick Peeters                       | Jonas Degroote                        |
| 2014 | Johan Jacobs                          | Eli Iserbyt                           | Kobe Goossens                         |
| 2015 | Johan Jacobs                          | Eli Iserbyt                           | Max Gulickx                           |
| 2016 | Jens Dekker                           | Florian Vermeersch                    | Toon Vandebosch                       |
| 2017 | Jelle Camps                           | Yentl Bekaert                         | Toon Vandebosch                       |
| 2018 | Niels Vandeputte                      | Tomáš Kopecký                         | Pim Ronhaar                           |
| 2019 | Witse Meeussen                        | Thibau Nys                            | Joran Wyseure                         |
| 2020 | Thibau Nys                            | Tibor Del Grosso                      | Lennert Belmans                       |
| 2021 | annullato per la pandemia di COVID-19 | annullato per la pandemia di COVID-19 | annullato per la pandemia di COVID-19 |
| 2022 | non disputato                         | non disputato                         | non disputato                         |